# Firlus
Firlus (deutsch Firlus, 1942–45 Fedelhausen) ist ein Dorf in der Landgemeinde Papowo Biskupie und dort Teil des Schulzenamtes Firlus im Powiat Chełmiński in der Woiwodschaft Kujawien-Pommern, Polen.